# فرانك أوبونج
فرانك أوبونج (بالإنجليزية: Frank Oppong)‏ مواليد 23 نوفمبر 1979 في أكرا، هو ملاكم محترف غاني يصنف ضمن فئة الوزن المتوسط.

## إحصائيات
خاض خلال مسيرته 15 نزالا، فاز في 8 وتعادل في 1 وخسر في 7. فاز بالضربة القاضية في 5 نزالات.

## روابط خارجية
- فرانك أوبونج على موقع بوكس ريك (الإنجليزية) (registration required)